# Conidiobolus denaeosporus
Conidiobolus denaeosporus är en svampart som beskrevs av Drechsler 1957. Conidiobolus denaeosporus ingår i släktet Conidiobolus och familjen Ancylistaceae.   Inga underarter finns listade i Catalogue of Life.